# Nordisk numismatisk union
Nordisk numismatisk union är en nordisk samarbetsorganisation dit åtta numismatiska föreningar och fyra myntkabinett är anslutna.

## Medlemsorganisationer
- Dansk Numismatisk Forening
- Føroya Myntsafnarafelag
- Myntsafnarafélag Islands
- Norsk Numismatisk Forening
- Numismatiska Föreningen i Åbo
- Numismaattinen Yhdistys (Numismatiska föreningen i Finland)
- Skånes numismatiska förening
- Svenska numismatiska föreningen
- Nationalmuseets myntkabinett, Helsingfors
- Den kongelige mønt- og medaillesamling, Nationalmuseum, Köpenhamn
- Lunds universitets myntkabinett, Lund
- Universitetets myntkabinett, Oslo
- Kungliga myntkabinettet, Stockholm
- Uppsala universitets myntkabinett, Uppsala

## Unionsmöten
Gemensamma unionsmöten med deltagare från alla medlemsorganisationer arrangeras traditionellt vartannat år, på senare tid med längre mellanrum. De senaste unionsmötena har hållits på följande orter:
- 2014 Helsingfors
- 2010 Köpenhamn
- 2007 Stockholm
- 2005 Oslo
- 2003 Island
- 2001 Helsingfors
- 1999 Färöarna
- 1997 Köpenhamn

## Medlemsblad och årsskrift
Unionen ger sedan 1936 ut Nordisk numismatisk unions medlemsblad (NNUM), som utkommer med upp till 10 nummer om året, samt Nordisk numismatisk årsskrift (NNÅ) som utkom årligen från 1936 fram till slutet av 1970-talet, då den började ges ut på oregelbunden basis.

## Historik
Nordisk numismatisk union instiftades i Köpenhamn den 27 november 1935 av de fyra myntkabinetten och fem av de idag åtta föreningarna. De numismatiska föreningarna på Island och Färöarna samt den i Åbo anslöt sig senare till unionen.